# Knud Jørgensen Urne
Knud Jørgensen Urne till Søgård och Årsmarke, död 14 februari 1543, var ett danskt riksråd.
Knud Jørgensen var son till riddaren Jørgen Urne (död 1480) och Kirsten Krumstrup, och omnämns från 1503. Bland hans bröder fanns domprosten Hans Jørgensen Urne, landsdomaren Jørgen Jørgensen Urne, biskopen Lage Jørgensen Urne och riksrådet Johan Jørgensen Urne.
Han skrev sig til Søgård, men efter att 1527 ha köpt Årsmarke (nu Knuthenborg) av Albrecht Jørgensen, företrädesvis till den senare gården. Några större förläningar tycks han inte ha haft, däremot var han 1523 riksråd och beseglade som sådan Fredrik I:s handfästning.
Som bror till en katolsk biskop och svåger till en ärkebiskop (Erik Axelsen Valkedorf) tillhörde han troligen rigsrådets anti-lutherska parti, även om han annars menas ha haft sympatier för Kristian II:s sak. Dessa sympatier var kanske orsaken till att han troligen strax efter 1527 avgick ur rådet; men han deltog 1534 i den fynska adelns hyllning till hertig hertig Kristian i Hjallese Kirke. Årsmarke hovedgård plundrades av Maribos borgare, och Knud Urne blev själv tillfångatagen 1535 av greve Kristofers trupper under Bastian von Jessen, men just på grund av hans sympatier för Kristian II gick ärkebiskop Gustaf Trolle i förbön för honom hos greven.
Sedan förde han till sin död 1543 en tillbakadragen tillvaro. Före 1503 hade han gift sig med Inger Axelsdatter Valkendorf, dotter till landsdomaren på Lolland Axel Valkendorf. Som änka bodde hon i Svendborg och dog den 23 februari 1555.